# 諾瑟爾角
諾瑟爾角（英語：Norsel Point）是南極洲的海岬，位於帕默群島的阿姆斯勒島西端，處於亞瑟港西北部，被國際鳥盟列為重點鳥區，現時由南極條約體系管理。
64°46′S 64°06′W / 64.767°S 64.100°W